# ルキウス・アエミリウス・パウルス
ルキウス・アエミリウス・パウッルス (ラテン語: Lucius Aemilius Paullus, ? - 紀元前216年8月2日) は、共和政ローマの政治家・将軍。紀元前219年と紀元前216年の二度、執政官の職に就いた。ルキウス・アエミリウス・パウッルス・マケドニクスの父親にあたる。

## 生涯
名門パトリキのアエミリウス氏族出身。紀元前219年にマルクス・リウィウス・サリナトルと共に執政官に選出された。その年の第二次イリュリア戦争において、ファロスのデメトリウスに勝利し、凱旋式を挙行した。
翌紀元前218年には、カルタゴに最後通告を突きつける使者の一人に選ばれている。第二次ポエニ戦争中の紀元前216年、パウッルスはウァッロとともに二度目の執政官に選出された。同年8月2日のカンナエの戦いで、ハンニバル率いるカルタゴ軍に大敗し、パウッルスは戦死した。彼の死後、神祇官の地位はクィントゥス・ファビウス・マクシムス・ウェッルコススが継いだ。
パウッルスの娘、アエミリア・テルティア（アエミリア・パウッラ）はスキピオ・アフリカヌスの妻である。
カディス青銅板碑文には次のように記されている。